# Olizy (Marne)
Olizy is een gemeente in Frankrijk, 23 kilometer van Reims in de richting van Parijs en vijf kilometer ten noorden van de Marne.  

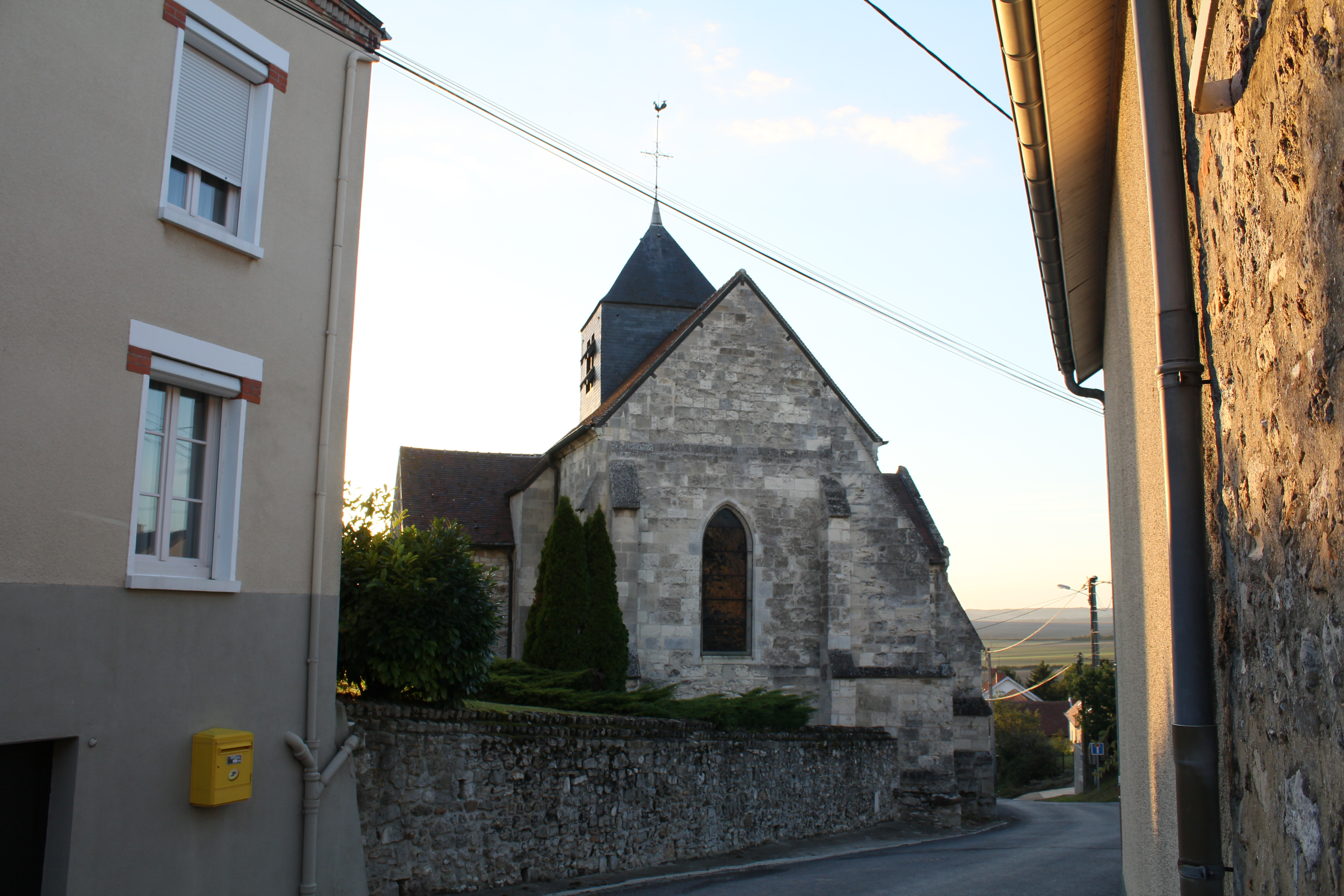
Kerk

## Kaart
De gemeente telde 142 inwoners op 1 januari 2022.
De oppervlakte van Olizy bedraagt 4,6 km², de bevolkingsdichtheid is 32 inwoners per km².
De onderstaande kaart toont de ligging van Olizy (Marne) met de belangrijkste infrastructuur en aangrenzende gemeenten.

## Demografie
Onderstaande figuur toont het verloop van het inwonertal, bron: INSEE-tellingen. 